# Eriogonum trichopes
Eriogonum trichopes är en slideväxtart som beskrevs av John Torrey. Eriogonum trichopes ingår i släktet Eriogonum och familjen slideväxter. Inga underarter finns listade i Catalogue of Life.